# Christoph Lasius
Christoph Lasius (* 6. Juli 1504 in Straßburg; † 25. August 1572 in Senftenberg) war ein deutscher evangelischer Theologe.

## Leben
Lasius hatte zunächst in seiner Heimatstadt seine erste Bildung erfahren. An der dortigen Universität Straßburg hatte er ein Studium begonnen und war am 19. Oktober 1522 an die Universität Wittenberg gegangen. Nach der Wittenberger Bewegung hatte er Martin Luther sowie Philipp Melanchthon kennengelernt und dessen Vorlesungen besucht. Besonders Melanchthon beeindruckte ihn tief.
An der Wittenberger Hochschule erlangte er das Baccalauréat und erwarb am 22. Mai 1525 den akademischen Grad eines Magisters der sieben freien Künste. Mit Empfehlung Melanchthons an Martin Bucer kehrte er zurück in seine Heimatstadt. 1527 wieder in Wittenberg, ging er 1533 als Schulmeister nach Colditz. Dort übertrug man ihm 1537 die Stelle des ersten Rektors am Gymnasium in Görlitz. Die Schule entwickelte er zu großem Ansehen.
Nachdem er sich im Schuldienst bewährt hatte, ordinierte man ihn in Wittenberg 1540 zum Diakon in Arnstadt. 1541 übernahm er das Pfarramt in Greußen, war 1545 Prediger an der Wittenberger Schlosskirche und wechselte 1546 als Oberpfarrer an die St.-Nikolai-Kirche in Spandau. Als Philippist hatte er sich an den theologischen Auseinandersetzungen seiner Zeit gegen die Gnesiolutheraner beteiligt. Vor allem im synergistischen Streit mit Matthias Flacius trat er literarisch mit einer ausgeprägten Polemik hervor. Aufgrund seiner Überzeugungen wurde er mehrfach aus seinen Ämtern gedrängt.
Den Ausschlag dafür gab der antinomistische Streit mit Johannes Agricola. Nachdem er am 21. August 1555 aus seinem Amt entlassen worden war, führte er ein rastloses Leben. 1556 hielt er sich mit Frau und Kindern im kurpfälzischen Alzey auf, wo er mit dem Theologen Johannes Marbach zusammentraf. Er betätigte sich in Schmiedeberg, in Lauingen, Straßburg, Augsburg und Zeitz, bevor er 1563 eine Stelle als Pfarrer in Monstab fand. Aber auch hier konnte er nicht länger bleiben. 1567 ging er als Pfarrer nach Küstrin, wurde 1569 Superintendent in Cottbus und fand 1570 als Pfarrer in Senftenberg seine letzte Heimat.

## Werke
- Fundament Warer unnd Christlicher Bekerung, Wider die Flacianische Klotzbus, aus vier Irthumen widers Fundament ersetzt, Klerlich erwisen, und gründlich widerlegt. Johan Eichhorn, Frankfurt an der Oder 1568 (L 567 im VD 16. urn:nbn:de:bvb:12-bsb10193023-8).
- Grundfeste der reinen Evangelischen Warheit, verfasset mit wichtigen Ursachen des verworffenen Bapsthums, und aller abgelegten Grewel, in diesen geschwinden Leufften nützlich zu lesen. Hans Lufft, Wittenberg 1568 (L 571 im VD 16. urn:nbn:de:bvb:12-bsb10194017-0).